# 枝江北駅
枝江北駅（しこうきたえき）は、中華人民共和国湖北省宜昌市枝江市仙女鎮にあり漢宜線の駅で、2012年7月1日に開業し、武漢鉄道局の管轄である。 

## 駅周辺
- 金湖生態ホテル
- 四季港生態公園
- 松江経済開発区仙女工業団地
- 松江市電子情報産業団

## 歴史
- 2012年7月1日に開業した。

## 隣の駅
中国国鉄
漢宜線
荊州駅　-　枝江北駅 -　宜昌東駅

## 参考資料
1. ↑  枝江北站介绍